# Cirkulærdikroisme
Circulærdikroisme (CD) er en slags spektroskopi som udnytter at mange molekyler absorberer venstre- og højredrejet polariseret lys forskelligt.
CD kan blandt andet anvendes til at bestemme enantiomerers struktur og proteiners sekundære struktur.

## Anvendelse med biomolekyler
Cirkulærdikroismespektroskopi (målinger) er en effektiv metode indenfor biofysisk og biokemisk forskning, der giver unik indsigt i biomolekylernes strukturelle og stabilitetsegenskaber. Fordi CD opstår som forskellen mellem venstre- og højredrejet lys af optisk aktive molekyler, er den naturligt følsom overfor de typisk kirale biologiske molekyler. Netop det gør, at det sekundære strukturer kan analyseres, fx som signaturer af α-helix og β-sheets i proteiner og dobbelthelixerne i nukleinsyrer. Mens højopløsningsteknikker som røntgenkrystallografi, NMR og cryo-EM afslører strukturelle detaljer på atomniveau, og interaktionsbaserede metoder som ITK og OPR undersøger molekylære interaktioner, er CD-spektroskopi en hurtig, label-fri metode til at identificere strukturelle ændringer og stabilitetsskifte. CD skaber komplementær data, der gør den en essentiel metode indenfor biofysikken, indenfor stort set alle områder inden for biomolekylær forskning. CD-spektroskopi er meget anvendt i den akademiske verden og den biofarmaceutiske industri til at studere biomolekyler, især proteiner og peptider. Spektrene giver værdifuld indsigt i både sekundær og tertiær struktur.